# Поэма против язычников
«Поэ́ма про́тив язы́чников» (лат. Carmen contra Paganos, Carmen adversus Flavianum) — христианская поэма, написанная в конце IV — начале V в., высмеивающая приверженность язычеству сенаторской аристократии Рима. Является важным источником по истории римского язычества IV столетия.

### Рукописная традиция и издания
Сохранился лишь один манускрипт поэмы — составленный в VI в. Codex Parisinus Latinus 8084, известный также как Codex Putaneus. Несмотря на то, что поэма была известна европейским антикварам раннего Нового времени, ее первое издание состоялось только в 1867 г. Позднее поэма выдержала несколько критических изданий и была переведена на все основные новоевропейские языки .

### Стиль
Поэма написана дактилическом гекзаметром, состоит из 122 стихов. По стилю поэма является типичным для Поздней Античности подражанием латинской поэзии золотого века.

### Содержание
Центральную роль в поэме занимает образ префекта — представителя сенаторской аристократии Рима и последователя языческих культов, жизнь и смерть которого подвергались нападкам автора. Христианский автор критикует участие префекта в языческих мистериях, его окружение и его попытки привлечь к язычеству римских христиан. Параллельно автором едко высмеиваются языческие мифы и религиозные практики.

### Проблема идентификации героя
Научную полемику вызывала проблема идентификации главного героя префекта — языческого префекта, а также вопросы о времени действия, периоде написания произведения и авторстве поэмы. С момента первого издания «Поэмы против язычников» выдвигались попытки отождествить префекта с различными видными представителями языческой аристократии Рима второй половины IV — начала V вв.: Авианием Симмахом , Габинием Барбаром Помпейяном и др. На данный момент наиболее вероятными кандидатами на роль префекта признаются Веттий Агорий Претекстат и Вирий Никомах Флавиан.

### Издания
- Mommsen, T. 1870: Carmen codicis Parisini 8084 // Hermes 4, P. 351–63.
- Поэма против язычников (Carmen contra Paganos)/ Пер. с лат. М.А. Ведешкина и А.А. Сочилина, комм. М.А. Ведешкина // Научные ведомости БелГу. № 8 (229). Вып. 38. 2016. С. 23–32.